# Thoiry (Yvelines)
Pour les articles homonymes, voir Thoiry.
Thoiry est une commune française située dans le département des Yvelines, en région Île-de-France.

## Géographie

### Situation
La commune de Thoiry se trouve à environ 30 km  à l'Ouest de Versailles dans le plateau du Mantois à 50 km à l'Ouest de Paris. Le village et le château sont construits sur une hauteur dominant le plateau agricole vers le Nord et le parc boisé du château vers le Sud.

### Hydrographie

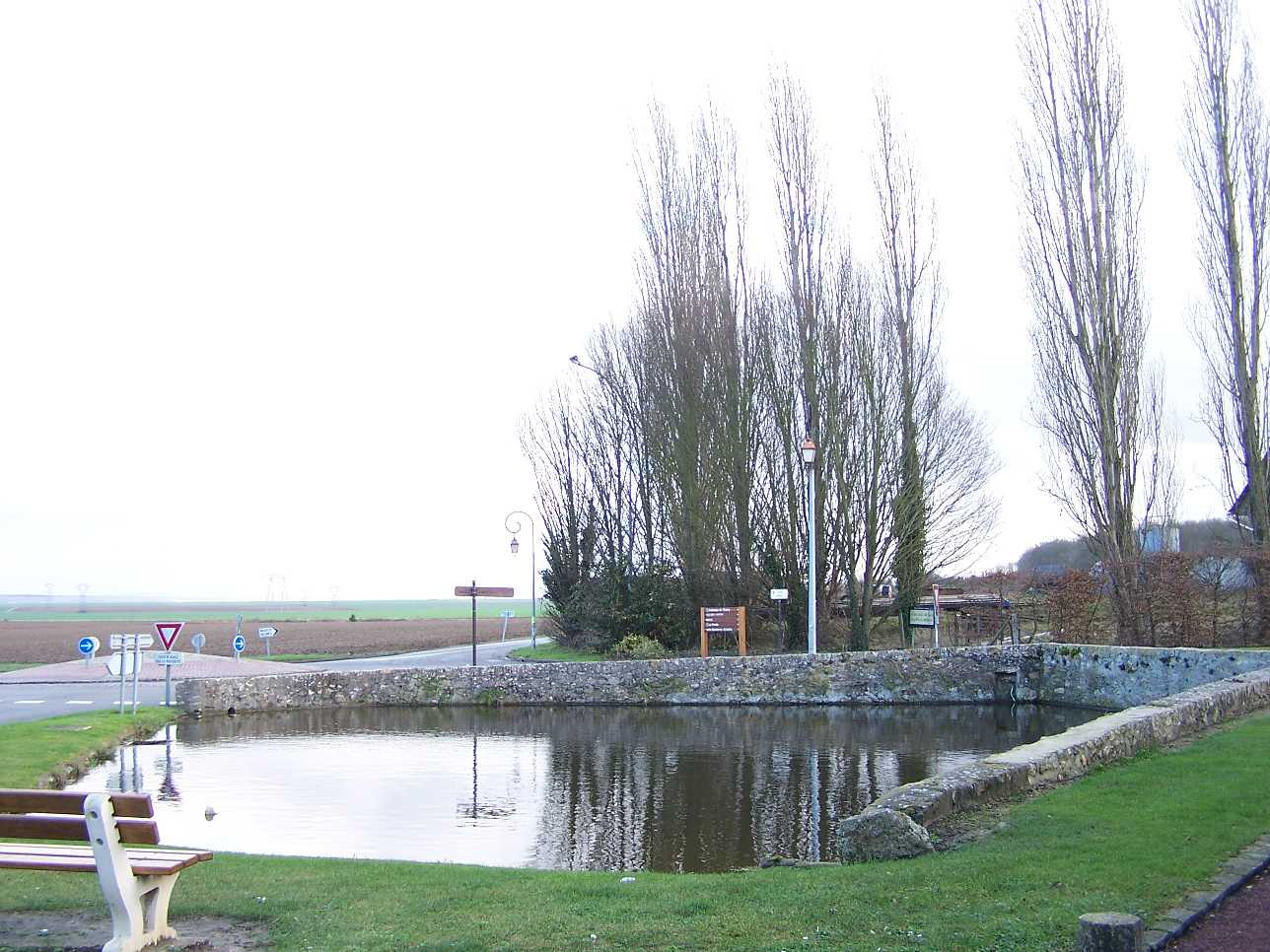
L'abreuvoir de Thoiry.

### Communes limitrophes
| Goupillières       |        | Andelu     |
|                    | Thoiry | Marcq      |
| Villiers-le-Mahieu |        | Autouillet |

### Transports et voies de communications

#### Réseau routier
La principale desserte routière est la route départementale 11 qui traverse le village et mène, vers le Sud-Est, à Villiers-Saint-Frédéric et la route nationale 12 et, vers le Nord-Ouest, à Septeuil. La route départementale 45 traverse le village, menant à Richebourg vers le Sud-Ouest et à Maule puis Orgeval vers le Nord-Est. Plus ou moins parallèle à la RD 11, la route départementale 119 permet de rejoindre Beynes vers l'Est et Hargeville vers le Nord-Ouest.
La rue principale est bordée par de nombreux commerces de bouche ainsi que des restaurants, agences immobilières, bars, superette, etc. Le dimanche des embouteillages peuvent se produire surtout en été du fait de la proximité du parc animalier qui draine beaucoup de visiteurs.

#### Desserte ferroviaire
Les gares ferroviaires les plus proches de la commune sont celles de Beynes à 7 km, Garancières - La Queue à 7,5 km et Montfort-l'Amaury - Méré à 8 km.

#### Transport en commun
La commune est desservie par les lignes 31, 35, 40, 41, 45 et 55 du réseau de bus Centre et Sud Yvelines et par la ligne 78 du réseau de bus Île-de-France Ouest.

### Climat
Pour des articles plus généraux, voir Climat de l'Île-de-France et Climat des Yvelines.
En 2010, le climat de la commune est de type climat océanique dégradé des plaines du Centre et du Nord, selon une étude du CNRS s'appuyant sur une série de données couvrant la période 1971-2000. En 2020, Météo-France publie une typologie des climats de la France métropolitaine dans laquelle la commune est exposée à un climat océanique et est dans la région climatique Sud-ouest du bassin Parisien, caractérisée par une faible pluviométrie, notamment au printemps (120 à 150 mm) et un hiver froid (3,5 °C).
Pour la période 1971-2000, la température annuelle moyenne est de 10,4 °C, avec une amplitude thermique annuelle de 14,6 °C. Le cumul annuel moyen de précipitations est de 689 mm, avec 10,7 jours de précipitations en janvier et 8,1 jours en juillet. Pour la période 1991-2020, la température moyenne annuelle observée sur la station météorologique la plus proche, située sur la commune de Maule à 7 km à vol d'oiseau, est de 11,8 °C et le cumul annuel moyen de précipitations est de 677,0 mm,. Pour l'avenir, les paramètres climatiques de la commune estimés pour 2050 selon différents scénarios d'émission de gaz à effet de serre sont consultables sur un site dédié publié par Météo-France en novembre 2022.

## Urbanisme

### Typologie
Au 1er janvier 2024, Thoiry est catégorisée bourg rural, selon la nouvelle grille communale de densité à sept niveaux définie par l'Insee en 2022.
Elle est située hors unité urbaine. Par ailleurs la commune fait partie de l'aire d'attraction de Paris, dont elle est une commune de la couronne,. Cette aire regroupe 1 929 communes,.

### Occupation des sols
Le territoire de la commune se compose en 2017 de 76,77 % d'espaces agricoles, forestiers et naturels, 13,96 % d'espaces ouverts artificialisés et 9,27 % d'espaces construits artificialisés.

### Occupation des sols détaillée
Le tableau ci-dessous présente l'occupation des sols de la commune en 2018, telle qu'elle ressort de la base de données européenne d’occupation biophysique des sols Corine Land Cover (CLC).
| Type d’occupation                             | Pourcentage | Superficie (en hectares) |
| --------------------------------------------- | ----------- | ------------------------ |
| Tissu urbain discontinu                       | 11,3 %      | 80                       |
| Équipements sportifs et de loisirs            | 9,4 %       | 67                       |
| Terres arables hors périmètres d'irrigation   | 70,4 %      | 499                      |
| Prairies et autres surfaces toujours en herbe | 2,5 %       | 18                       |
| Forêts de feuillus                            | 5,4 %       | 38                       |
| Landes et broussailles                        | 1,0 %       | 7                        |
| Source : Corine Land Cover                    |             |                          |

## Toponymie
Le nom de la localité est attesté sous les formes Toreio en 1150, Toriacum en 1230, Torreium, Torim vers 1250, Thoiri en 1415, Touéry en 1590, Thoiry en 1650, Thouary en 1703.
Du radical  prélatin *tor-, présent dans le latin torus « renflement de terrain » et dans le gallois twr. Thoiry est située au pied d'un coteau de 188 mètres, qui peut avoir fait référence.

## Histoire

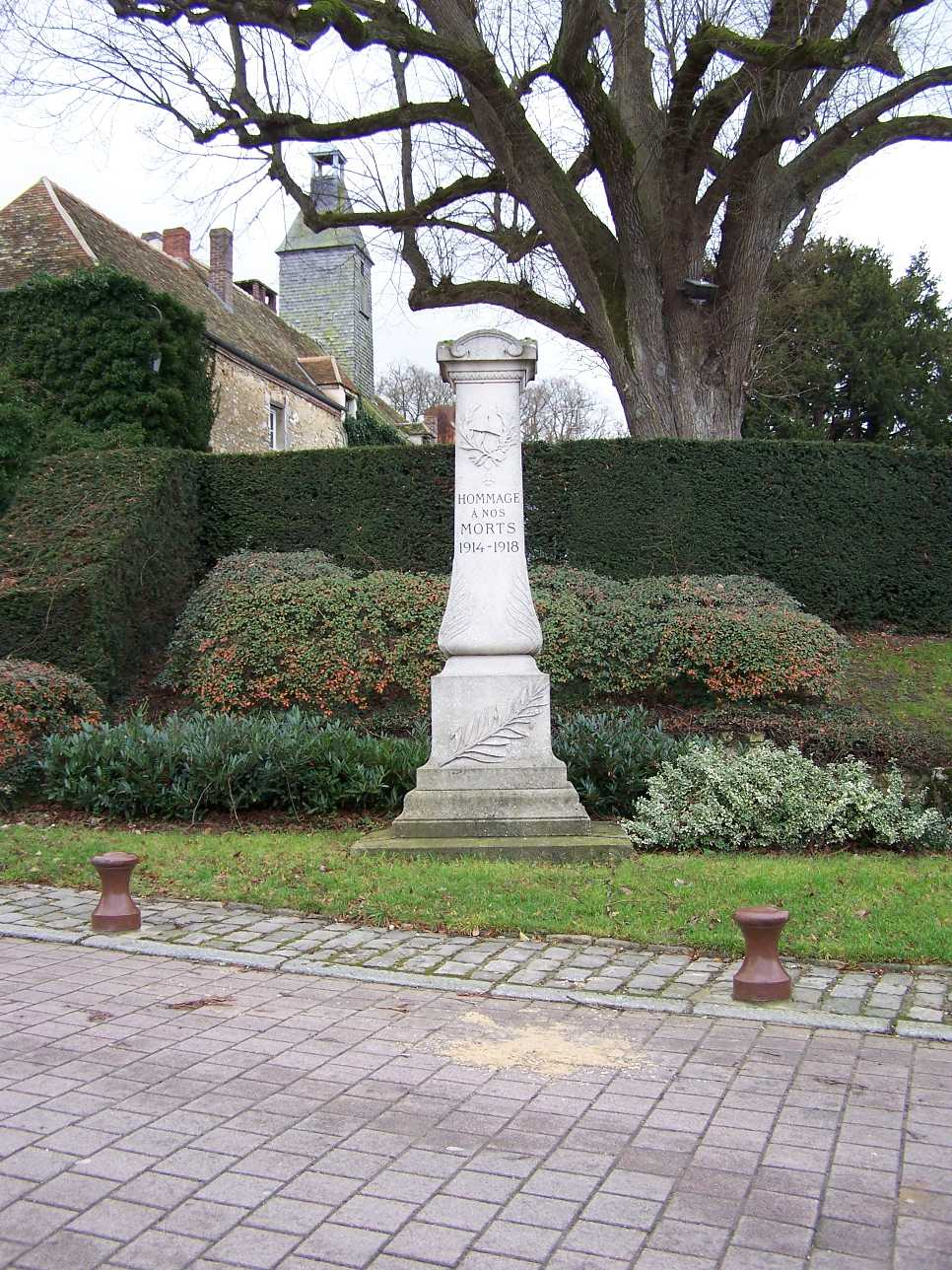
Le monument aux morts.

- Sous l'ancien régime, la seigneurie de Thoiry (ou Thoury) à tout d'abord appartenu à la famille de Thoury (ou de Thoiry) dès le XIIIe siècle.
- C'est Raoul Moreau qui fait construire un nouveau château de Thoiry au milieu du XVIe siècle. La chapelle serait l'œuvre de Philibert Delorme.
- Au début du XVIIe siècle le château est possédé par Guillaume Marescot, un puissant conseiller d'État.
- En 1968, le comte Antoine de La Panouse[16] crée un parc animalier.

## Politique et administration

### Liste des maires
| Période                                  | Période    | Identité              | Étiquette | Qualité |
| ---------------------------------------- | ---------- | --------------------- | --------- | ------- |
| Les données manquantes sont à compléter. |            |                       |           |         |
| avant 1863                               | après 1879 | Jean Alphonse Bouin   |           |         |
| 1955                                     | 1959       | Antoine de La Panouse |           |         |
| 2001                                     | En cours   | François Moutot       |           |         |

## Population et société

### Démographie

#### Évolution démographique
L'évolution du nombre d'habitants est connue à travers les recensements de la population effectués dans la commune depuis 1793. Pour les communes de moins de 10 000 habitants, une enquête de recensement portant sur toute la population est réalisée tous les cinq ans, les populations de référence des années intermédiaires étant quant à elles estimées par interpolation ou extrapolation. Pour la commune, le premier recensement exhaustif entrant dans le cadre du nouveau dispositif a été réalisé en 2005.

En 2022, la commune comptait 1 432 habitants, en évolution de +1,27 % par rapport à 2016 (Yvelines : +2,72 %, France hors Mayotte : +2,11 %).
| 1793 | 1800 | 1806 | 1821 | 1831 | 1836 | 1841 | 1846 | 1851 |
| ---- | ---- | ---- | ---- | ---- | ---- | ---- | ---- | ---- |
| 362  | 340  | 311  | 355  | 391  | 438  | 407  | 434  | 430  |

| 1856 | 1861 | 1866 | 1872 | 1876 | 1881 | 1886 | 1891 | 1896 |
| ---- | ---- | ---- | ---- | ---- | ---- | ---- | ---- | ---- |
| 450  | 525  | 488  | 486  | 498  | 482  | 442  | 436  | 430  |

| 1901 | 1906 | 1911 | 1921 | 1926 | 1931 | 1936 | 1946 | 1954 |
| ---- | ---- | ---- | ---- | ---- | ---- | ---- | ---- | ---- |
| 405  | 465  | 424  | 390  | 418  | 388  | 363  | 417  | 392  |

| 1962 | 1968 | 1975 | 1982 | 1990 | 1999 | 2005  | 2006  | 2010  |
| ---- | ---- | ---- | ---- | ---- | ---- | ----- | ----- | ----- |
| 452  | 502  | 581  | 695  | 835  | 969  | 1 093 | 1 120 | 1 139 |

| 2015  | 2020  | 2022  | - | - | - | - | - | - |
| ----- | ----- | ----- | - | - | - | - | - | - |
| 1 422 | 1 428 | 1 432 | - | - | - | - | - | - |

#### Pyramide des âges
En 2018, le taux de personnes d'un âge inférieur à 30 ans s'élève à 38,3 %, soit au-dessus de la moyenne départementale (38 %). À l'inverse, le taux de personnes d'âge supérieur à 60 ans est de 19,7 % la même année, alors qu'il est de 21,7 % au niveau départemental.
En 2018, la commune comptait 690 hommes pour 729 femmes, soit un taux de 51,37 % de femmes, légèrement supérieur au taux départemental (51,32 %).
Les pyramides des âges de la commune et du département s'établissent comme suit.
| Hommes | Classe d’âge | Femmes |
| ------ | ------------ | ------ |
| 0,1    | 90 ou +      | 1,1    |
| 3,9    | 75-89 ans    | 5,3    |
| 12,8   | 60-74 ans    | 15,8   |
| 21,9   | 45-59 ans    | 21,5   |
| 20,3   | 30-44 ans    | 20,3   |
| 17,4   | 15-29 ans    | 15,7   |
| 23,5   | 0-14 ans     | 20,3   |

| Hommes | Classe d’âge | Femmes |
| ------ | ------------ | ------ |
| 0,6    | 90 ou +      | 1,4    |
| 6      | 75-89 ans    | 7,8    |
| 13,5   | 60-74 ans    | 14,8   |
| 20,7   | 45-59 ans    | 20,1   |
| 19,6   | 30-44 ans    | 19,9   |
| 18,5   | 15-29 ans    | 16,8   |
| 21,2   | 0-14 ans     | 19,2   |

### Enseignement
La commune possède :
– une école maternelle publique ;
– une école élémentaire publique.

### Sports

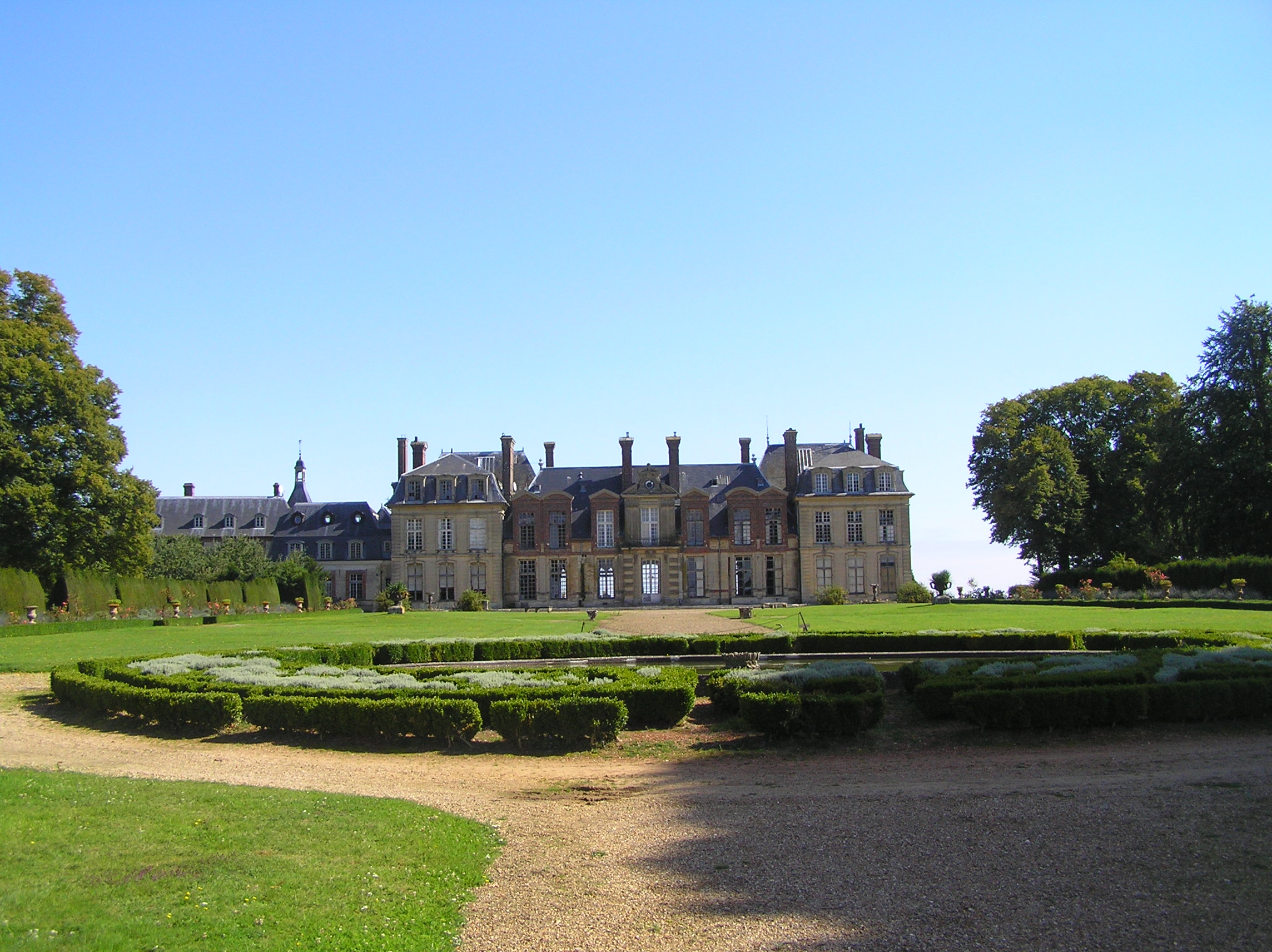
Le château de Thoiry.

- Le château de Thoiry Cricket Club a été fondée en 1990 sous le patronage de la vicomtesse de la Panouse. Le club joue dans le parc du château. Thoiry Cricket Club s'est forgé une réputation d'ouverture, une association amicale d'individus et de familles partageant les mêmes idées autour des matchs de cricket de qualité[25].

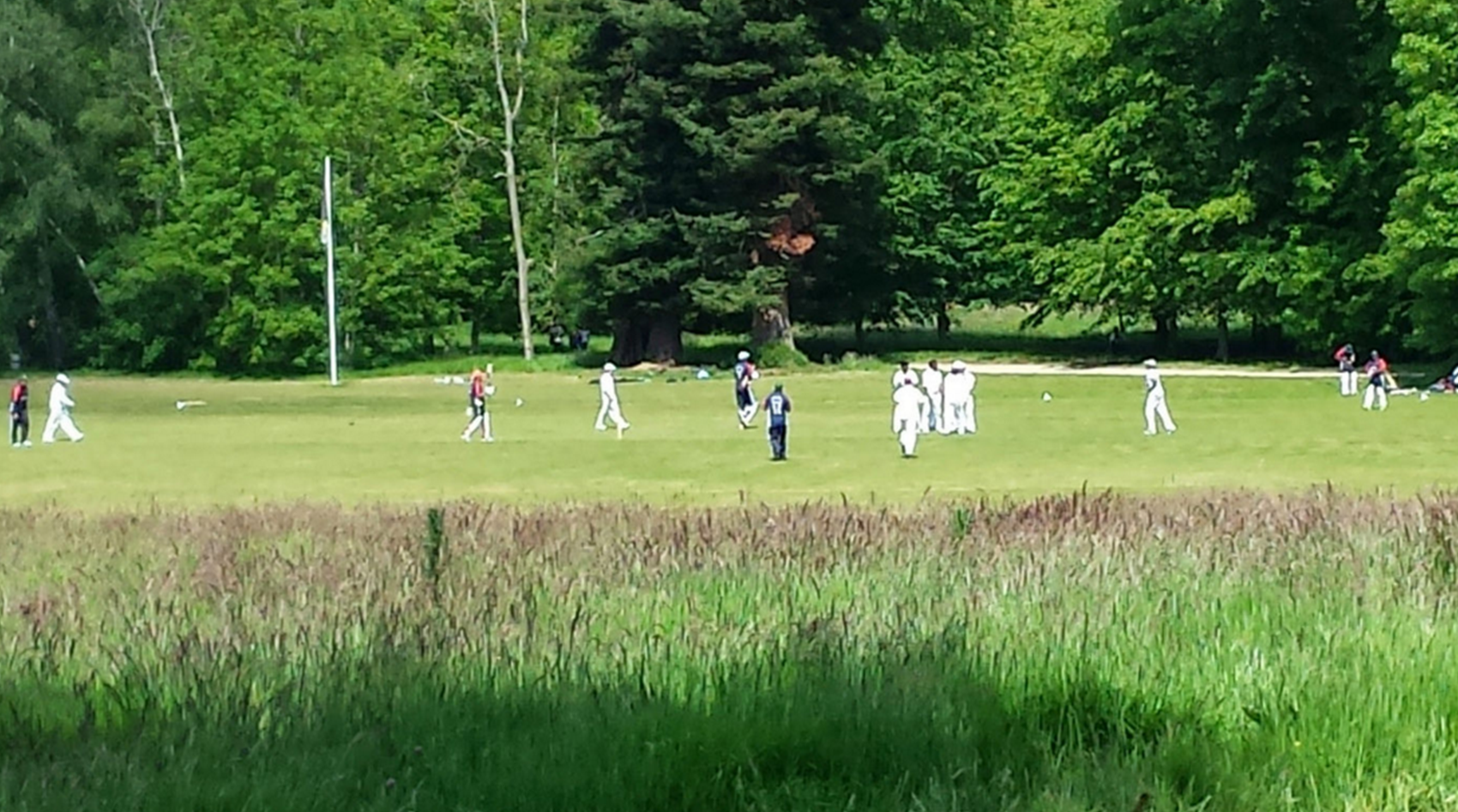
Un match de cricket à Thoiry.

### Activités festives
Depuis l'année 2000, le château de Thoiry accueille régulièrement les concerts-spectacles des Festes de Thalie et les concerts baroques de l'ensemble Orpheon dirigé par le gambiste et collectionneur José Vázquez. Parallèlement à ces concerts du festival "Brillamment baroque" , stages et master-classes ont lieu chaque année pendant les vacances scolaires de printemps, ou exceptionnellement celles de février, dans les locaux de l'école primaire. Une session plus courte, Agrémens, a lieu en novembre associée à un concert-spectacle.

## Économie

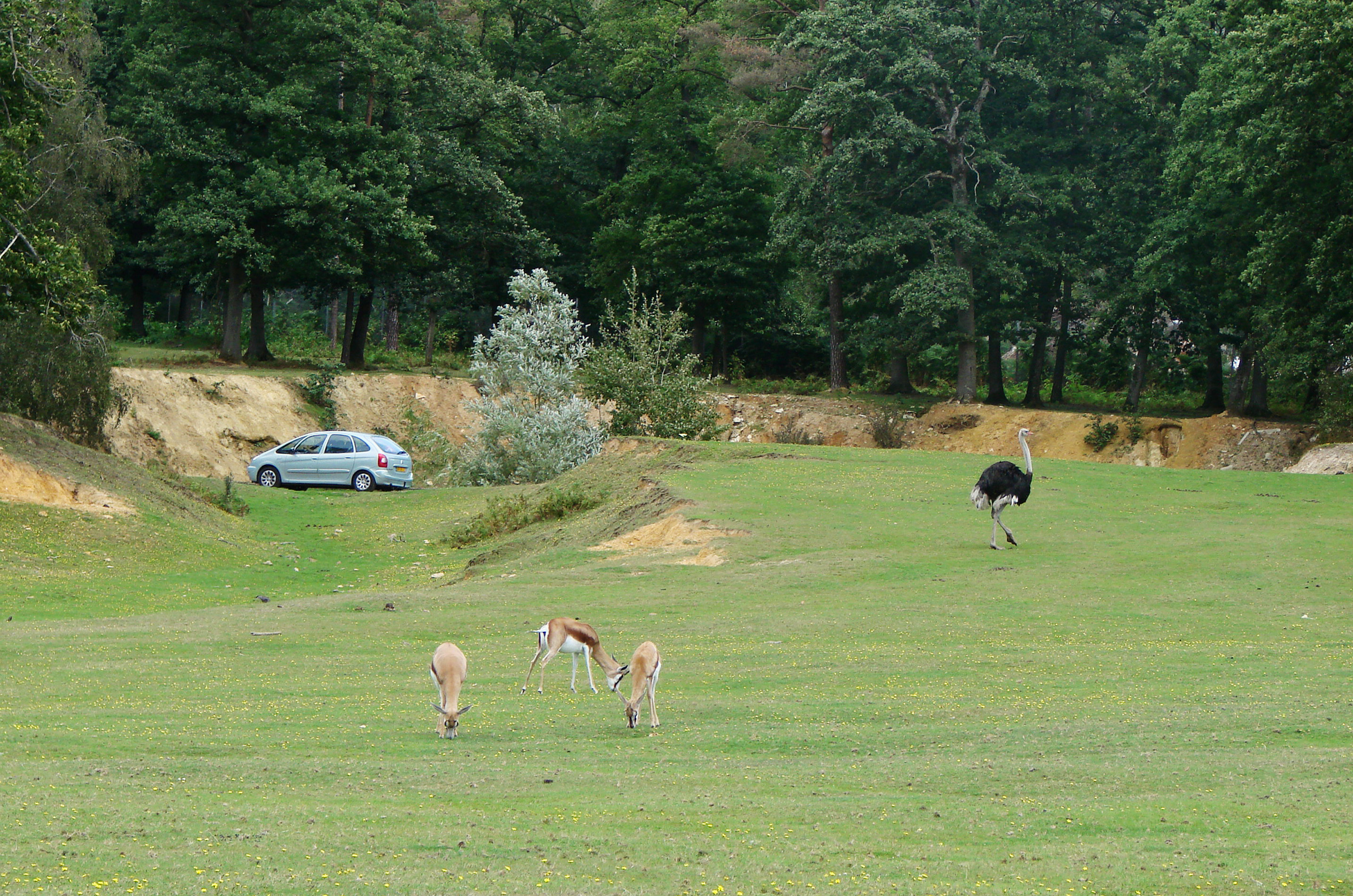
Le parc animalier de Thoiry.

- Village agricole (grande culture céréalière).
- Tourisme : château de Thoiry, parc animalier de Thoiry.

## Culture locale et patrimoine

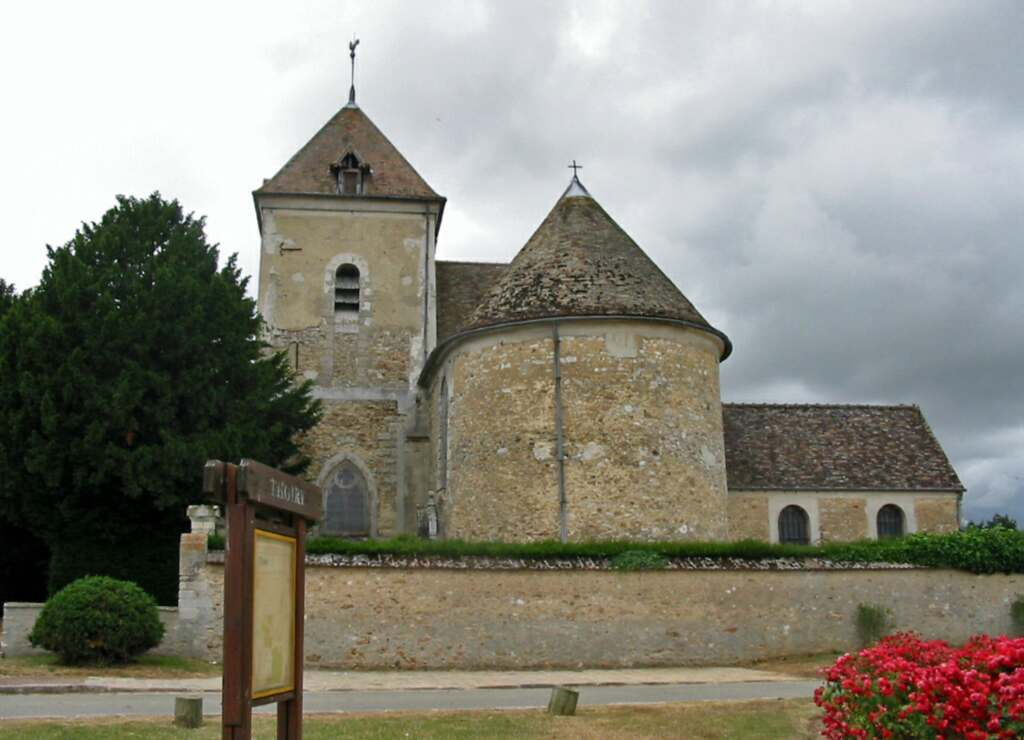
L'église Saint-Martin.

### Lieux et monuments
- Château de Thoiry : construit au XVIIe siècle par l'architecte Philibert Delorme. Propriété de la famille Marescot-La Panouse, depuis 16 générations.
- Jardins du château de Thoiry.
- Parc animalier de Thoiry (réserve africaine).
- Église Saint-Martin : nef et chœur datent du XIVe siècle. L'église fut restaurée en 1980.

### Personnalités liées à la commune
- Paul Aubert (1863-1949)[26], à la retraite en 1923, devint historien local, spécialiste du Mantois, et résida à Thoiry[27]. Jusqu'à la fin de sa vie, il écrivit et rassembla ses notes, qui constituent 22 tomes reliés sur 200 villages du Mantois, Thoiry, particulièrement étudié, était le centre de cette région, cf. le Fond des monographies de Paul Aubert, Archives départementales des Yvelines[28].
- Jean-Pierre Cassel (1932-2007), comédien et danseur, y est inhumé.
- Antoine de La Panouse (1914-2006), fondateur du parc animalier de Thoiry.

### Héraldique
| Blason de Thoiry (Yvelines) | Blason  | D'azur au chevron d'or accompagné à dextre d'une gerbe de blé du même ligaturée de gueules, à senestre d'un besant de sable chargé d'une tête de maure d'argent et en pointe d'un château du même. |
| Blason de Thoiry (Yvelines) | Détails | |